# 5150 Tour
1986 Tour – ósma trasa koncertowa zespołu Van Halen, promująca album 5150. Trasa oficjalnie rozpoczęła się 27 marca 1986 i była pierwszą z udziałem Sammy’ego Hagara. Objęła łącznie 112 koncertów.

## Muzycy
Członkowie zespołu: Sammmy Hagar, Eddie Van Halen, Alex Van Halen, Michael Anthony.

## Ameryka Północna (USA)
- 27 marca 1986: Shreveport, LA – Hirsch Memorial Coliseum
- 28 marca 1986: Little Rock, AR – Barton Coliseum
- 29 marca 1986: Memphis, TN – Mid-South Coliseum
- 31 marca 1986: Birmingham, AL – Birmingham-Jefferson Civic Center
- 1 kwietnia 1986: Huntsville, AL – Von Braun Civic Center
- 3 kwietnia 1986: Jackson, MS – Mississippi Coliseum
- 4 kwietnia 1986: Baton Rouge, LA – River Center Arena
- 5 kwietnia 1986: Biloxi, MS – Mississippi Coast Coliseum
- 7 kwietnia 1986: Hollywood, FL Sportatorium
- 8 kwietnia 1986: Ft. Myers, FL – Lee County Civic Center
- 10 kwietnia 1986: Lakeland, FL – Lakeland Civic Center
- 11 kwietnia 1986: Lakeland, FL – Lakeland Civic Center
- 12 kwietnia 1986: Jacksonville, FL – Jacksonville Coliseum
- 14 kwietnia 1986: Atlanta, GA – The Omni
- 15 kwietnia 1986: Columbia, SC – Carolina Coliseum
- 19 kwietnia 1986: Evansville, IN – Roberts Stadium
- 20 kwietnia 1986: Nashville, TN – Nashville Municipal Auditorium
- 22 kwietnia 1986: Rosemont, IL – Rosemont Horizon
- 23 kwietnia 1986: Rosemont, IL Rosemont Horizon
- 24 kwietnia 1986: Rockford, IL – Rockford Metro Centre
- 26 kwietnia 1986: Carbondale, IL – SIU Arena
- 27 kwietnia 1986: Peoria, IL – Peoria Civic Center
- 28 kwietnia 1986: St. Paul, MN – St. Paul Civic Center
- 30 kwietnia 1986: Cedar Rapids, IA – Five Seasons Center
- 2 maja 1986: Ft. Wayne, IN – War Memorial Coliseum
- 3 maja 1986: Indianapolis, IN Market Square Arena
- 6 maja 1986: Cincinnati, OH – Cincinnati Gardens
- 7 maja 1986: Cincinnati, OH Cincinnati Gardens
- 9 maja 1986: Detroit, MI – Joe Louis Arena
- 10 maja 1986: Detroit, MI – Joe Louis Arena
- 11 maja 1986: Detroit, MI – Joe Louis Arena
- 13 maja 1986: Pittsburgh, PA – Civic Arena
- 14 maja 1986: Charleston, WV – Charleston Civic Center
- 16 maja 1986: Greensboro, NC – Greensboro Coliseum
- 17 maja 1986: Hampton, VA – Hampton Coliseum
- 18 maja 1986: Roanoke, VA – Roanoke Civic Center
- 20 maja 1986: Atlanta, GA – The Omni
- 21 maja 1986: Knoxville, TN – Thompson-Boling Arena
- 23 maja 1986: East Troy, WI – Alpine Valley Music Theater
- 24 maja 1986: East Troy, WI – Alpine Valley Music Theater
- 26 maja 1986: Des Moines, IA – Veterans Memorial Auditorium
- 27 maja 1986: Omaha, NE – Omaha Civic Auditorium
- 28 maja 1986: Wichita, KS – Kansas Coliseum
- 30 maja 1986: Kansas City, MO – Kemper Arena
- 31 maja 1986: Kansas City, MO Kemper Arena
- 2 czerwca 1986: Indianapolis, IN – Market Square Arena
- 11 czerwca 1986: Oakland, CA – Oakland Coliseum

## Ameryka północna (USA/Kanada)
- 26 czerwca 1986: San Diego, CA – San Diego Sports Arena
- 28 czerwca 1986: San Diego, CA – San Diego Sports Arena
- 29 czerwca 1986: San Diego, CA – San Diego Sports Arena
- 2 lipca 1986: Inglewood, CA – Inglewood Forum
- 3 lipca 1986: Inglewood, CA – Inglewood Forum
- 5 lipca 1986: Inglewood, CA – Inglewood Forum
- 8 lipca 1986: Phoenix, AZ – Arizona Veterans Memorial Arena
- 10 lipca 1986: Las Vegas, NV – Thomas & Mack Center
- 12 lipca 1986: Boulder, CO – Folsom Field
- 14 lipca 1986: Albuquerque, NM – Tingley Coliseum
- 16 lipca 1986: Oklahoma City, OK – Myriad Convention Center
- 19 lipca 1986: Dallas, TX – Cotton Bowl
- 21 lipca 1986: St. Louis, MO – St. Louis Arena
- 22 lipca 1986: St. Louis, MO – St. Louis Arena
- 23 lipca 1986: St. Louis, MO – St. Louis Arena
- 25 lipca 1986: Cleveland, OH – Richfield Coliseum
- 26 lipca 1986: Cleveland, OH – Richfield Coliseum
- 28 lipca 1986: East Rutherford, NJ – Meadowlands Arena
- 29 lipca 1986: East Rutherford, NJ – Meadowlands Arena
- 31 lipca 1986: East Rutherford, NJ – Meadowlands Arena
- 1 sierpnia 1986: East Rutherford, NJ – Meadowlands Arena
- 2 sierpnia 1986: Uniondale, NY – Nassau Veterans Memorial Coliseum
- 4 sierpnia 1986: Philadelphia, PA – The Spectrum
- 5 sierpnia 1986: Philadelphia, PA – The Spectrum
- 6 sierpnia 1986: Philadelphia, PA – The Spectrum
- 8 sierpnia 1986: Largo, MD – Capital Centre
- 9 sierpnia 1986: Largo, MD – Capital Centre
- 11 sierpnia 1986: Worcester, MA – DCU Center
- 12 sierpnia 1986: Worcester, MA – DCU Center
- 14 sierpnia 1986: Worcester, MA – DCU Center
- 15 sierpnia 1986: Worcester, MA – DCU Center
- 18 sierpnia 1986: Toronto, ON – CNE Stadium
- 20 sierpnia 1986: Montreal, QE – Montreal Forum
- 22 sierpnia 1986: Providence, RI – Providence Civic Center
- 23 sierpnia 1986: Providence, RI Providence Civic Center
- 24 sierpnia 1986: Portland, ME – Cumberland County Civic Center
- 25 sierpnia 1986: Portland, ME Cumberland County Civic Center
- 26 sierpnia 1986: New Haven, CT – New Haven Coliseum
- 27 sierpnia 1986: New Haven, CT New Haven Coliseum
- 29 sierpnia 1986: Niagara Falls, NY – Niagara Falls Convention Center
- 1 września 1986: Rochester, NY – Silver Stadium
- 27 września 1986: Lafayette, LA – Cajundome
- 29 września 1986: Houston, TX – The Summit
- 30 września 1986: Ft. Worth, TX – Fort Worth Convention Center
- 1 października 1986: Ft. Worth, TX – Fort Worth Convention Center
- 3 października 1986: San Antonio, TX – Freeman Coliseum
- 4 października 1986: Austin, TX – Frank Erwin Center
- 6 października 1986: Las Cruces, NM – Pan American Center
- 8 października 1986: Salt Lake City, UT – Salt Palace
- 10 października 1986: Casper, WY – Casper Events Center
- 11 października 1986: Rapid City, SD – Rushmore Plaza Civic Center
- 14 października 1986: Billings, MT – MetraPark Arena
- 16 października 1986: Pullman, WA – Beasely Performing Arts Coliseum
- 18 października 1986: Pocatello, ID – Holt Arena
- 19 października 1986: Boise, ID – BSU Pavilion
- 21 października 1986: Seattle, WA – Seattle Center Coliseum
- 22 października 1986: Seattle, WA Seattle Center Coliseum
- 23 października 1986: Vancouver, BC – BC Place Stadium
- 25 października 1986: Portland, OR – Memorial Coliseum
- 26 października 1986: Portland, OR Portland Memorial Coliseum
- 29 października 1986: Reno, NV – Lawlor Events Center
- 31 października 1986: San Francisco, CA – Cow Palace
- 1 listopada 1986: San Francisco, CA – Cow Palace
- 2 listopada 1986: San Francisco, CA – Cow Palace
- 3 listopada 1986: San Francisco, CA – Cow Palace